# Michael Rademacher
Michael Josef Rademacher (* 17. November 1952 in Voßwinkel) ist ein deutscher SPD-Kommunalpolitiker.

## Ausbildung und Beruf
Nach dem Fachabitur im Jahr 1970 und anschließendem Zivildienst studierte Rademacher mit dem Abschluss als Diplom-Bauingenieur Fachrichtung Verkehrswesen. Nach diversen Angestelltenverhältnissen im öffentlichen Dienst und bei Bauunternehmen in Köln und später im Sauerland machte er sich in seinem Geburtsort mit einem Ingenieurbüro am 1. Januar 1993 selbstständig und ist seit dieser Zeit freiberuflich tätig.

## Familie
Michael Rademacher ist verheiratet und hat drei Kinder.

## Politik und ehrenamtliche Tätigkeiten
Seit 1972 gehört Michael Rademacher der SPD an. Er war von 1989 bis 2004 Mitglied des Kreistages des Hochsauerlandkreises und dort von 1994 bis 2003 Vorsitzender der SPD-Kreistagsfraktion. Von 1989 bis 2004 war er sachkundiger Bürger im Rat der Stadt Arnsberg und von 1990 bis 1996 gewählter Ehrenbeamter für den Arnsberg Ortsteil Voßwinkel. Von 2004 bis 2017 war er Ratsmitglied im Rat der Stadt Arnsberg und in dieser Zeit Vorsitzender des Betriebsausschusses.
Von 1985 bis 1990 war er Vorsitzender des örtlichen SPD-Ortsvereins, von 1991 bis 1994 Vorsitzender des SPD-Stadtverbandes Arnsberg und von 1999 bis 2003 Vorsitzender der Sozialdemokratische Gemeinschaft für Kommunalpolitik des Kreisverbandes Hochsauerland.
Seit 1999 ist Rademacher Vorsitzender der Waldakademie Voßwinkel e. V. mit jährlich 25.000 Teilnehmern bei 750 Veranstaltungen und seit 2011 Vorsitzender des Arbeitskreises Dorfgeschichte Voßwinkel. Von 1997 bis 2001 und seit 2005 ist er ehrenamtlicher Richter am Verwaltungsgericht Arnsberg.

## Ehrungen
Für seine Verdienste um das Gemeinwesen wurde ihm 2013 von Landrat Karl Schneider das Bundesverdienstkreuz am Bande überreicht.